# Nicolay Gutscher

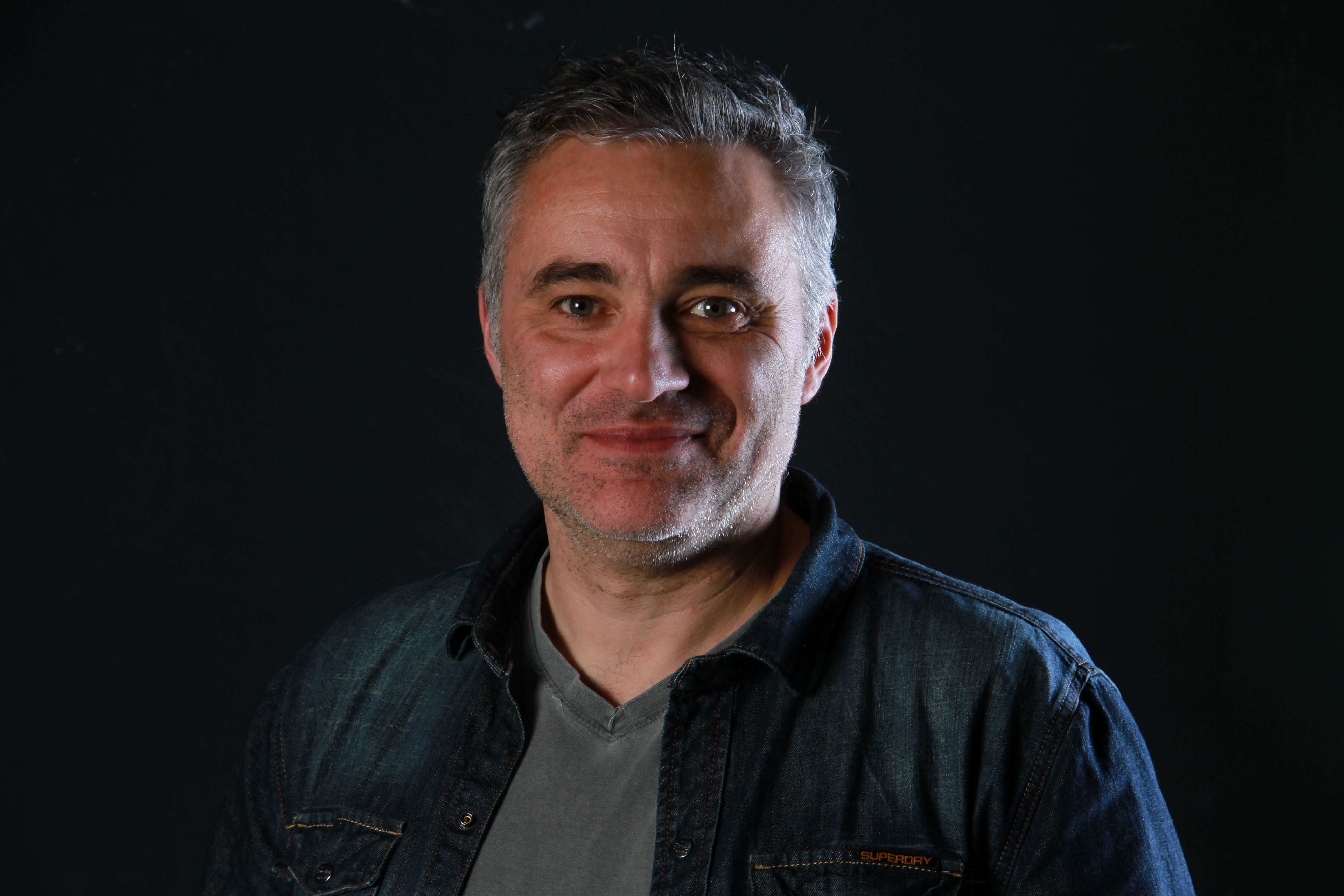
Nicolay Gutscher

Nicolay Gutscher (* Juni 1968) ist ein deutscher Kameramann.

## Leben
Gutscher wurde 1968 in Pforzheim geboren. Zwischen 1985 und 1988 absolvierte er zunächst eine Ausbildung zum Werbe- und Industriefotograf, bevor er ab 1992 als Kameraassistent in die Filmbranche wechselte. Seit 2012 ist Gutscher als Kameramann für Fernsehfilme und -serien tätig.
Gutscher ist Mitglied im Berufsverband Kinematografie (BVK).

## Filmografie (Auswahl)
- 2013: Zeit der Helden (Fernsehserie, 9 Folgen)
- 2015: Dresdner Dämonen
- 2016: Katie Fforde: Tanz auf dem Broadway
- 2016: Der Zürich-Krimi: Borcherts Abrechnung
- 2017: Aufbruch ins Ungewisse
- 2017: Spreewaldkrimi: Zwischen Tod und Leben
- 2018: Marie Brand und das Verhängnis der Liebe
- 2019: Unter anderen Umständen: Im finsteren Tal
- 2020: Unter anderen Umständen: Über den Tod hinaus
- 2020: Unter anderen Umständen: Lügen und Geheimnisse
- 2020: Marie Brand und die Liebe zu viert
- seit 2020: Familie Bundschuh (Fernsehreihe, 3 Folgen)
  - 2020: Familie Bundschuh im Weihnachtschaos
  - 2021: Woanders ist es auch nicht ruhiger
  - 2023: Bundschuh vs. Bundschuh
- 2020: In Wahrheit: Jagdfieber
- 2021: Unter anderen Umständen: Für immer und ewig
- 2021: Der Kommissar und das Meer (Fernsehserie, 1 Folge)
- 2022: Unter anderen Umständen: Mutterseelenallein
- 2023: Unter anderen Umständen: Dämonen
- 2024: Nord bei Nordwest – Die letzte Fähre